# آلن پینکنی
آلن پینکنی (انگلیسی: Alan Pinkney؛ زادهٔ ۱ ژانویهٔ ۱۹۴۷) بازیکن فوتبال اهل بریتانیا است.
از باشگاه‌هایی که در آن بازی کرده‌است می‌توان به باشگاه فوتبال اکستر سیتی، باشگاه فوتبال کریستال پالاس، باشگاه فوتبال فولام، و باشگاه فوتبال ویمبلدون اشاره کرد.